# Menno van Delft
Menno van Delft (ur. 1963 w Amsterdamie) – organista i klawesynista holenderski. Studiował grę na organach i klawesynie w Sweelinck Conservatorium w Amsterdamie, w Koninklijk Conservatorium w Hadze i na uniwersytecie w Utrechcie pod kierunkiem takich muzyków jak Gustav Leonhardt, Bob van Asperen, Piet Kee, Jacques van Oortmerssen i Willem Elders. 
Jako akompaniator basso continuo oraz solista współpracuje z takimi muzykami, jak: Marion Verbruggen, Jaap ter Linden, Pieter Wispelwey, Bart Schneemann, Lucia Swarts, czy Jacques Zoon. 
Ma w dorobku wiele nagrań dla prestiżowych wytwórni. Otrzymał nagrodę Edison and the Deutsche Schallplatten Kritik Preis w 2003 roku za nagranie Kunst der Fuge i toccat Bacha wykonane do projektu wydawniczego wszystkich dzieł tego kompozytora (wydane m.in. przez Brilliant Classics).